# Burg (Sajonia-Anhalt)
Burg (pronunciación en alemán: /bʊʁk/ⓘ) referida a menudo como Burg bei Magdeburg para diferenciarla de otras poblaciones de igual nombre, es un municipio alemán que cuenta con aproximadamente 24 900 habitantes, situado cerca del canal de Elba-Havel, 25km al noreste de Magdeburgo. Es la capital del Distrito de Jerichower Land en el estado de Sajonia-Anhalt.

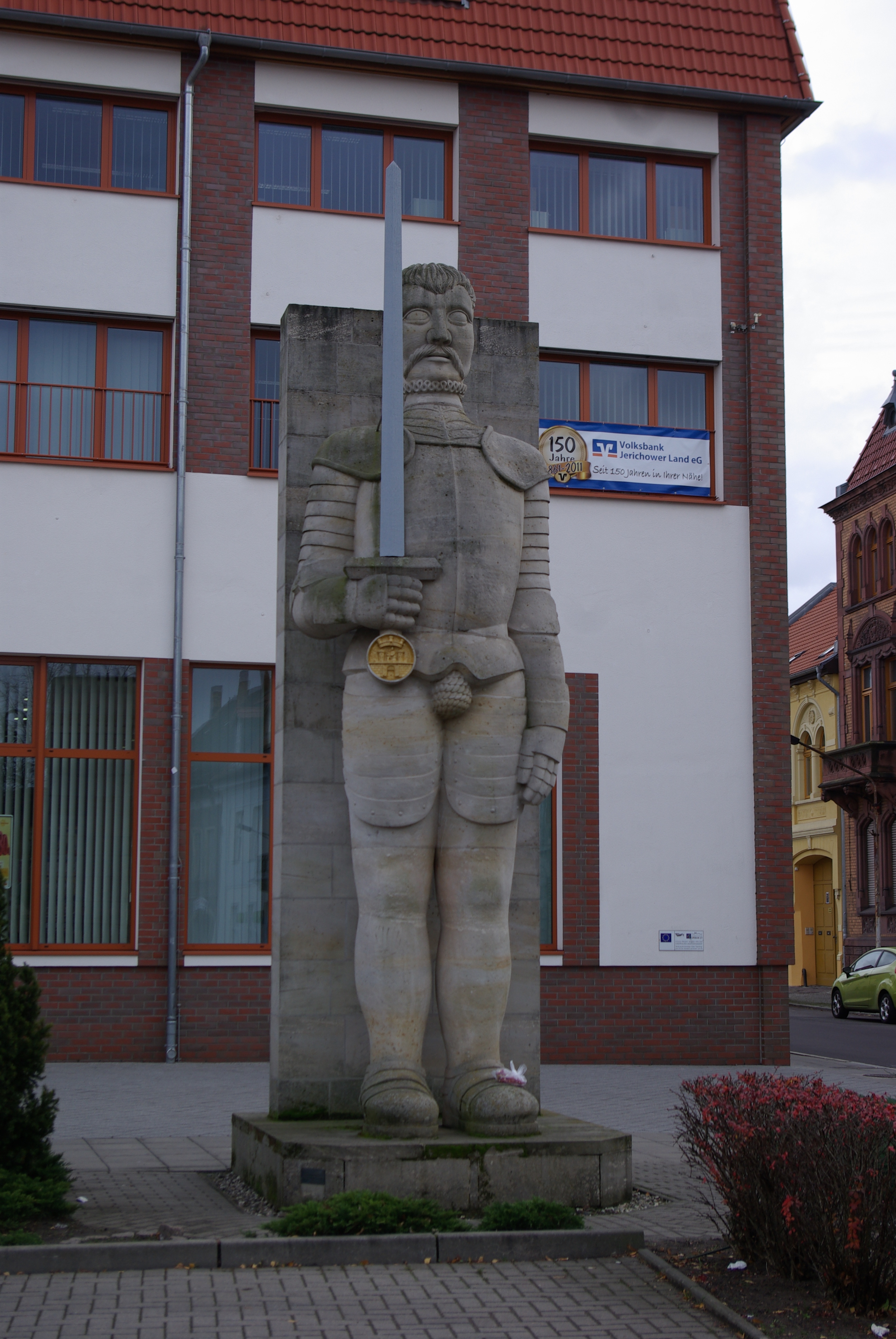
Estatua de Roldán, reproducción del original, hecha en 1581

La villa es conocida por sus iglesias y torres de arquitectura medieval y debido a las numerosas construcciones de este tipo a la ciudad se la conoce localmente como la "Ciudad de las Torres". Como otras villas alemanas, Burg tiene su conexión con los poemas épicos de Rolando, representada en una estatua que fue restaurada en 1999.
El nombre de "Burg" tiene el mismo significado que la palabra en alemán para castillo, esto es debido, según los conocedores, a que tuvo su origen en el eslavo antiguo con la palabra designada para un bosque de pinos (bor).
El municipio es reconocido como el lugar de nacimiento y de sepulcro del general prusiano Carl von Clausewitz y en Burg anteriormente estuvo situada la mayor fábrica de calzado de Europa y fue la primera ciudad que produjo pan de centeno en Alemania, iniciando su producción en 1931.
Cerca de la ciudad tiene su sede una base de transmisión de señales de onda larga y media, que fue usada para la transmisión de la emisora Radio Volga junto a otras ubicaciones y que ahora es usada para la transmisión de la emisora Radioropa Info.

## Subdivisiones
El municipio además del casco urbano de Burg bei Magdeburg, cuenta con las villas anteriormente independientes de Detershagen, Ihleburg, Niegripp, Parchau, Schartau y Reesen.